# Distribuzione Breit-Wigner relativistica
La distribuzione Breit-Wigner relativistica (chiamata così dai nomi di Gregory Breit e Eugene Wigner) è una distribuzione di probabilità continua con la seguente funzione di densità di probabilità:
{\displaystyle f(E)\sim {\frac {1}{\left(E^{2}-M^{2}\right)^{2}+M^{2}\Gamma ^{2}}}.}
(Questa equazione è scritta usando unità naturali, ħ = c = 1.) Viene molto più spesso usata per modellare le risonanze (particelle instabili) nella fisica ad alta energia.  In questo caso E è l'energia del centro di massa che produce la risonanza, M è la massa della risonanza, e Γ è la larghezza di risonanza (o larghezza di decadimento), relativa alla sua vita media secondo la formula τ = ħ/Γ. La probabilità di produrre risonanza a una data energia E è proporzionale a f(E), in modo che il grafico del tasso di produzione della particella instabile in funzione dell'energia tracci la forma della distribuzione Breit–Wigner relativistica.
In generale, Γ può essere anche una funzione di E; questa dipendenza è in genere importante solo  quando Γ non è piccola in confronto a M e la dipendenza spazio-fase della larghezza va presa in considerazione. (Per esempio, nel decadimento del mesone rho in una coppia di pioni.) Il fattore M2 che moltiplica Γ2 andrebbe sostituito con E2 (o E4/M2, ecc.) quando la risonanza è ampia.
La forma della distribuzione Breit–Wigner relativistica sorge dal propagatore di una particella instabile, che ha un denominatore della forma p2 − M2 + iΓ. Qui p2 è il quadrato del quadrimpulso portato dalla particella. Il propagatore appare nella ampiezza della meccanica quantistica per il processo che produce la risonanza; la distribuzione della probabilità risultante è proporzionale al quadrato assoluto dell'ampiezza, producendo la distribuzione Breit–Wigner relativistica per la funzione di densità della probabilità come descritta precedentemente.
La forma di questa distribuzione è simile alla soluzione dell'equazione classica del moto per una oscillatore armonico smorzato (damped) condotto da una forza esterna sinusoidale.